# Ольковиці
Ольковиці (пол. Olkowice) — село в Польщі, у гміні Промна Білобжезького повіту Мазовецького воєводства. Населення — 109 осіб (2011).
У 1975-1998 роках село належало до Радомського воєводства.

## Демографія
Демографічна структура станом на 31 березня 2011 року:
|          | Загалом | Допрацездатний вік | Працездатний вік | Постпрацездатний вік |
| -------- | ------- | ------------------ | ---------------- | -------------------- |
| Чоловіки | 54      | 15                 | 36               | 3                    |
| Жінки    | 55      | 16                 | 32               | 7                    |
| Разом    | 109     | 31                 | 68               | 10                   |